# 新井白石
新井 白石（あらい はくせき）は、江戸時代中期の旗本・政治家・朱子学者。学問は朱子学、歴史学、地理学、言語学、文学と多岐に亘る。また詩人で多くの漢詩が伝わる。白石は号で、諱は君美（きみよし、きんみ）。
一介の無役の旗本でありながら6代将軍・徳川家宣の侍講として御側御用人・間部詮房とともに幕政を実質的に主導し、正徳の治と呼ばれる一時代をもたらす一翼を担った。家宣の死後も幼君の7代将軍・徳川家継を間部とともに守り立てたが、政権の蚊帳の外におかれた譜代大名と次第に軋轢を生じ、家継が夭折して8代将軍に徳川吉宗が就くと失脚し引退、晩年は著述活動に勤しんだ。

## 生涯

### 生い立ち

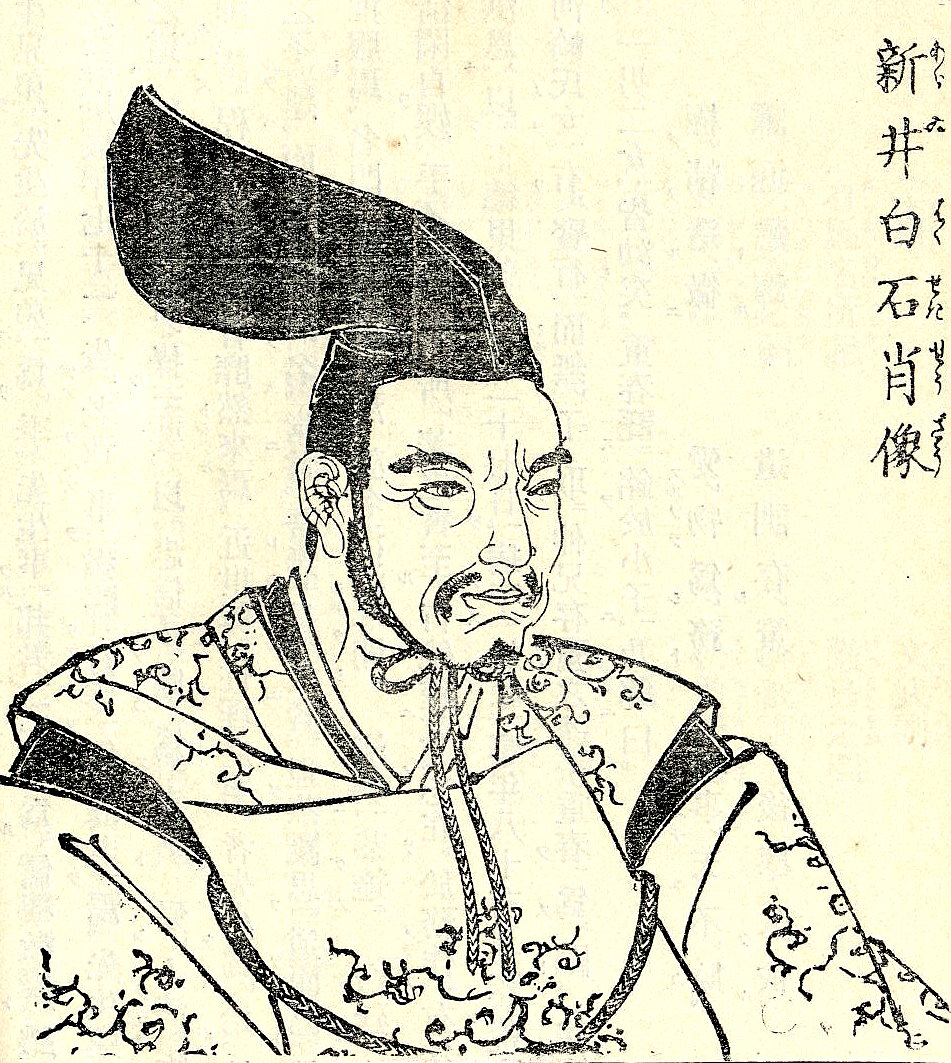
新井白石

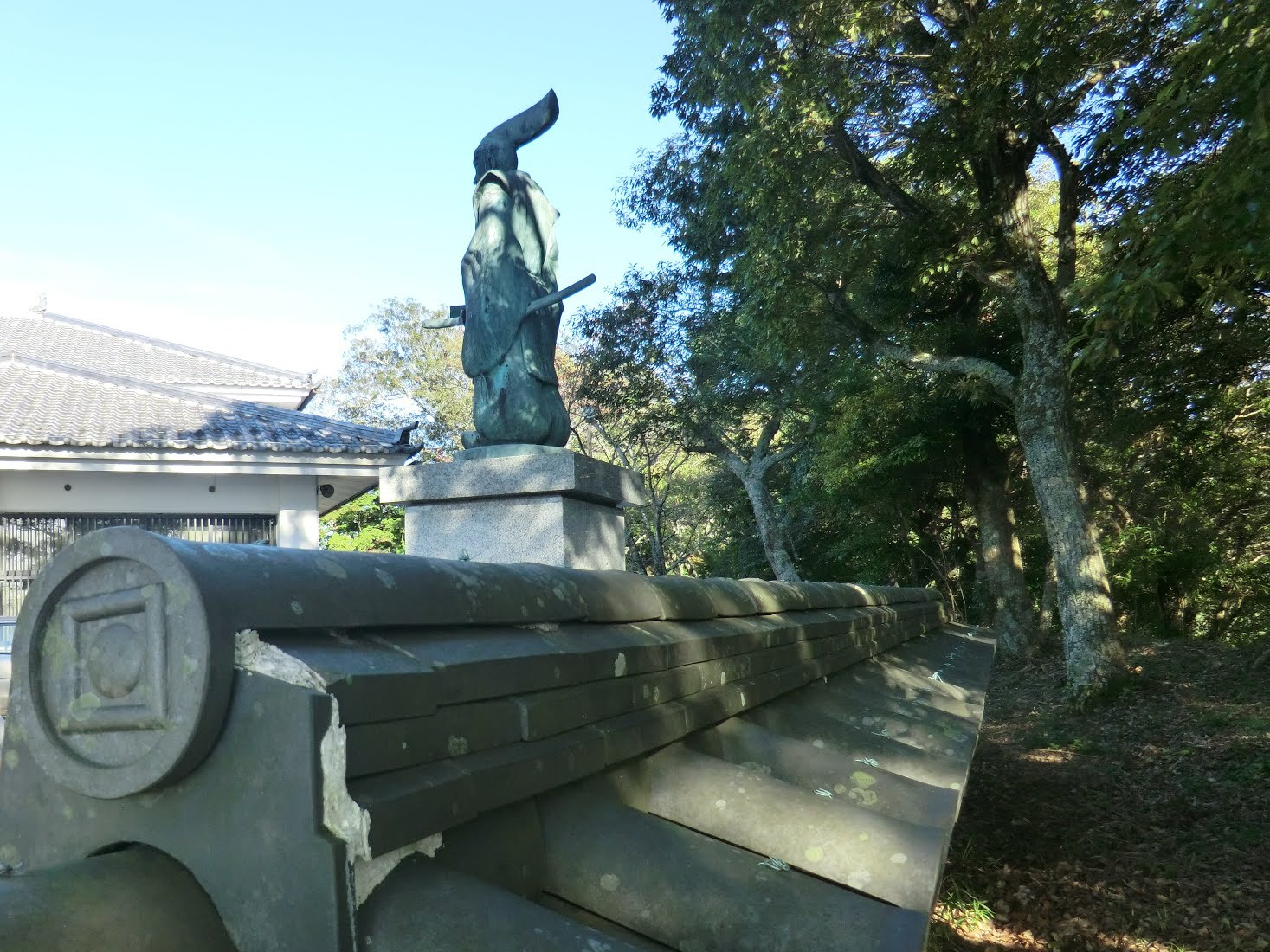
久留里城址資料館前（二の丸）に立つ新井白石像（2012年撮影）

白石は明暦の大火の翌月の明暦3年2月10日（1657年3月24日）、江戸柳原の避難先で生まれた。先祖は上野国新田郡新井村（群馬県太田市）の土豪だったが、豊臣秀吉の小田原征伐によって没落したといわれている。のちに父・正済は上総久留里藩に仕官し、目付をつとめている。
幼少の頃より学芸に非凡な才能を示し、わずか3歳にして父の読む儒学の書物をそっくり書き写していたという伝説を持つ。聡明だが気性が激しく、しかも怒ると眉間に「火」の字に似た皺ができることから、藩主・土屋利直は白石のことを「火の子」と呼んで可愛がったという。延宝2年（1674年）、17歳で中江藤樹『翁問答』（1649年刊）を読み儒学を志す。
利直の死後、藩主を継いだ土屋直樹には狂気の振る舞いがあり、父の正済は仕えるに足らずと一度も出仕しなかったため、新井父子は2年後の延宝5年（1677年）に土屋家を追われる。貧困の中で儒学・史学に励み詩文を学んだ。
その後、直樹が狂気を理由に改易されると自由の身となった白石は、天和3年（1683年）、大老・堀田正俊に仕えたが、その正俊が若年寄・稲葉正休に殿中で刺し殺されると、堀田家は古河・山形・福島と次々に国替を命じられて藩財政が悪化する。白石は堀田家を自ら退いて浪人し、独学で儒学を学び続けた。
この間、豪商の角倉了仁から「知人の娘を娶って跡を継がないか」と誘われたり、河村通顕から「当家の未亡人と結婚してくれれば3000両と宅地を提供する」という誘いを受けたりしたが、白石は好意に感謝しつつも、「幼蛇の時の傷はたとえ数寸であっても、大蛇になるとそれは何尺にもなる」という喩えを引いて断ったという逸話がある。

### 順庵との出会い
独学を続けていた白石は、貞享3年（1686年）になって朱子学者・木下順庵に入門することになった。通常入門には束脩（入学金）がかかるが、白石にはそれが免ぜられ、順庵も弟子というより客分として遇するほど白石に目にかけていた節がある。順庵の門下生には白石の他、雨森芳洲、室鳩巣、祇園南海など、後に高名な学者になる者が多く集まっていたため、順庵に入門できたことは白石にとって意義があった。 
師匠の順庵は白石の才能を見込んで、加賀藩への仕官を見つけてきた。白石も後年「加州は天下の書府」と賞賛しているように、加賀藩は前田綱紀のもとで学問が盛んであった。ところが同門の岡島忠四郎から「加賀には年老いた母がいる。どうか、貴殿の代わりに私を推薦してくれるよう先生（順庵）に取り次いでいただけないでしょうか」と頼まれ、岡島にこの地位を譲った。
その後、順庵は元禄6年（1693年）、甲府藩主である甲府徳川家への仕官を推挙した。白石が37歳の時である。藩主・徳川綱豊は当初、林家に弟子の推薦を依頼したが、当時の綱豊は将軍・徳川綱吉から疎んじられており、林家からは綱豊に将来性なしと見限られ断られていた。そこで順庵に推挙を依頼してきたのである。
甲府徳川家の提示した内容は、当初30人扶持の俸禄だったが、順庵が「白石よりも学問が劣る弟子でさえ30人扶持などという薄禄はいない。これでは推挙できかねる」とかけあった結果、甲府徳川家からは改めて40人扶持が提示された。それでもなお順庵は推挙を渋ったが、白石は「かの藩邸のこと、他藩に準ずべからず（御両典である甲府徳川家は他の大名家とは訳が異なる）」と、むしろ綱豊の将来性を見込んで順庵に正式に推薦を依頼した。

### 正徳の治
徳川綱吉は多額の支出をして寺社を建立して祈祷し、生類憐れみの令を出したが、新井白石がこれを廃止した。
宝永6年（1710年）、綱豊は諱を家宣と改め、将軍となった。家宣は将軍に就任すると、側用人の松平輝貞・松平忠周を解任し、大学頭・林信篤を抑えて、白石にその職責の大半を代行させた。家宣が将軍世子となったことで甲府徳川家は断絶となり、家宣は白石や間部詮房を引き続き自身の側近として登用する。白石や詮房は将軍家宣期に、正徳の治と呼ばれる政治改革を行った。白石の身分は500石取り（のち正徳元年に1000石に加増）の本丸寄合、すなわち無役の旗本なので、御用部屋に入るわけにはいかず、家宣からの諮問を側用人間部が白石に回送し、それに答えるという形を取ったと伝えられ、一介の旗本が、将軍侍講として幕政の運営に深く関与したのは異例のことだった。
白石の政策は、旧来の悪弊を正す理にかなったものではあったが、「東照神君以来の祖法変ずべからず」とする幕閣とは齟齬をきたし、やがて両者の間には深刻な軋轢が生じるようになる。自らが主張することに信念を抱き、誰が何を言って反対しても臆することなく、最後には「上様の御意」でその意見が通るので、白石は旧守派の幕臣からは「鬼」と呼ばれて恐れられるようになった。様々な改革を行なう一方、通貨吹替えにおいては家康の言葉に従い、失敗をしている。
家宣が没すると、その子の7代将軍・徳川家継の下でも引き続き、間部と共に政権を担当することになったが、幼君を守り立てての政局運営は困難を極めた。幕閣や譜代大名の抵抗も徐々に激しくなり、家継が夭逝して8代将軍に徳川吉宗が就くと、白石は失脚、公的な政治活動から退いた。
なお、城廻（鎌倉市）に家禄を得ると、白石は付近にある龍宝寺に200石を献上した。龍寶寺には、風化して判読不能であるが、享保10年（1725年）に室鳩巣が撰した「朝散大夫新井源公碑銘」がある。

### 引退後
致仕後、白石が幼少の家継の将軍権威を向上すべく改訂した朝鮮通信使の応接や武家諸法度は、吉宗によってことごとく覆された。また、白石が家宣の諮問に応じて提出した膨大な政策資料が廃棄処分にされたり、幕府に献上した著書なども破棄されたりしたという。
江戸城中の御用控の部屋、神田小川町（千代田区）の屋敷も没収され、一旦、深川一色町（江東区福住1-9）の屋敷に移るが、享保2年（1717年）に幕府より与えられた千駄ヶ谷の土地に隠棲した。渋谷区千駄ヶ谷6-1-1に渋谷区が設置した記念案内板がある。当時は現在のような都会ではなく、一面に麦畑が広がるような土地だったと伝わる。
晩年は不遇の中でも著作活動に勤しんだ。『采覧異言』の終訂（自己添削）が完了した5、6日後の享保10年（1725年）5月19日、死去した。享年69（満68歳没）。墓所は中野区の高徳寺にある。

## 政策

### 経済政策
通貨吹替え
第5代将軍・徳川綱吉の時代に荻原重秀の通貨政策により大量に鋳造された元禄金銀および宝永金銀を回収し、徳川家康の「貨幣は尊敬すべき材料により吹きたてるよう」の言葉に忠実に慶長金銀の品位に復帰する、良質の正徳金銀を鋳造して、主観的にはインフレの沈静に努めた。だが、実際には経済成長に伴う自然な通貨需要増に対応した前政権の政策を無にする結果となったとも言われる。白石は、日本橋のたもとに高札を立てて意見を求めるところまで追い込まれた。
長崎貿易の縮小
開幕以来の長崎貿易で大量の金銀が海外に流出した結果として、長崎貿易そのものが困難となった。そのため貿易を基盤としていた長崎は困窮し、人口の減少や打ちこわしに悩まされた。白石は長崎の困窮を解決するため、貿易そのものを縮小する政策（海舶互市新例）を取った。

### 外交政策
朝鮮通信使の待遇の簡素化
朝鮮通信使接待は幕府の財政を圧迫するとし、朝鮮通信使の待遇を簡略化させた（この一件は順庵の同門だった対馬藩儒・雨森芳洲と対立を招いた）。また、対朝鮮文書の将軍家の称号を「日本国大君」から「日本国王」とした。
シドッチ密航事件
ローマ教皇からの命でキリスト教の布教復活のため日本へ密航して捕らえられ、長崎を経て江戸茗荷谷キリシタン屋敷に拘禁されていたシドッチを取り調べ、本国送還が上策と建言した。白石はこの事件により得た知識をもとに『西洋紀聞』『采覧異言』を著している。シドッチの地球が丸いなどの世界知識に興味を示し、ローマ字の合理性を見抜いたが、キリスト教に関しては一貫してこき下ろしている。
新井白石はシドッチの取り調べの中でキリスト教の創造論を否定した。「デウス（ヤハウェ）自体を何ものかが造って、天地がまだ存在しない時点で生れたことになる。そうでなくてデウスが自ら勝手に生れるのなら、天地も勝手に生まれておかしくない」「デウス自身が皆を善人につくって、全員をその教えに従わせればいいではないか。それができないで、世界中の人を洪水で絶滅させるとは何事か」(現代語訳)などと冷淡な感想を述べた。キリスト教は仏教に比べても劣っているとして禁教を正当化した。なお仏教では創造神や創造論という概念を否定しており、世界は因果によって生じたのでありヤハウェのような創造神はいない。『大悲経』によれば梵天（ブラフマー）は我こそが世界の創造神であると称していたが、釈迦に「ではあなたは誰によって創造されたのか？」と問われ答えることができず、自らが創造神だという考えを改めたという。

### 皇室政策
宮家の創設
閑院宮は、皇統の断絶を危惧した白石の建言で創設された。東山天皇の第6皇子直仁親王が、幕府から1000石の所領を献上され、享保3年（1718年）祖父の霊元法皇から「閑院宮」の宮号を賜った。白石の危惧は現実のものとなり、第2代典仁親王第六王子祐宮は後嗣なく崩御した後桃園天皇の跡を継ぎ、安永8年（1779年）光格天皇となった。

## 著書
諸大名の家系図を整理した『藩翰譜』、日本政治史を論じた『読史余論』、古代史を論じた『古史通』がある。また白石自身「奇会」と断言したシドッチへの尋問後に記した西洋事情の書『西洋紀聞』『采覧異言』、さらに琉球の使節（程順則・名護親方寵文や向受祐・玉城親方朝薫など）らとの会談で得た情報等をまとめた『南島志』や、回想録『折たく柴の記』などを残した。著書『古史通或問』の中では、古代史上最大の謎といえる邪馬台国の位置を大和国と主張しており、日本で初めて本格的に論じたものとして有名である（邪馬台国の位置については、晩年の『外国之事調書』で九州説に転じた）。歴史関連では、他に晩年執筆された『史疑』があるが、白石の没後所在不明となっている。
白石の著書の多くは幕府の禁忌に触れるため、明治になるまで刊本は出ず、自筆本や写本が幕臣等の間で密かに伝わるのみだった。
- 『折たく柴の記』（羽仁五郎 校訂）岩波書店〈岩波文庫 2005-2007〉、1949年。
  - 『折たく柴の記』 岩波文庫。ISBN 4003021215－他に複数の版本がある。
- 『西洋紀聞』 岩波文庫。ISBN 4-00-302123-1 / 平凡社東洋文庫。ISBN 4-582-80113-7
- 『采覧異言』
- 『藩翰譜』
- 『読史余論』 岩波文庫。ISBN 4-00-302122-3
- 『先哲像伝』
- 『古史通』、『古史通或問』
- 『鬼神論』 浅野三平訳、笠間書院、2012年。原文＋現代語訳（他に平田篤胤「鬼神新論」）
- 『蝦夷志』 平凡社東洋文庫、2015年
- 『南島志』 上記東洋文庫版に併収。
- 『本朝軍器考』
- 『新井白石日記』全2冊組　東京大学史料編纂所、大日本古記録：岩波書店
- 『東雅』- 1719年（享保4）に完成した《和名類聚抄》にみえる語義の解釈書、20巻。
- 「東音譜」『国語学大系 第3巻』（福井久蔵 撰輯）国書刊行会、1975年、67-80頁。
- 『新井白石全集』全6巻・附録 国書刊行会、1905年 - 1907年。
- 『日本漢詩人選集5 新井白石』 研文出版
- 『日本思想大系35 新井白石』 岩波書店、複数の上記著作を収む。